# Für alle
Für alle war der deutsche Beitrag zum Eurovision Song Contest 1985 in Göteborg, der von der Gruppe Wind gesungen wurde. Das Lied erreichte mit 105 Punkten den 2. Platz von 19 Teilnehmern und wurde nur von La det swinge von den Bobbysocks geschlagen.

## Musik und Text
Das Lied ist ein elektronisch gespielter Schlager, der ruhig beginnt und im Refrain in einen Reggae-beeinflussten Rhythmus wechselt. Der Text widmet das Lied Menschen, die ihren Gefühlen vertrauen, die „den Regenbogen auch im Dunkeln sehn“ und „die ungesagten Worte verstehn“.

## Geschichte
Text und Musik stammen von Hanne Haller. Die Produktion erfolgte durch Hanne Haller, Bernd Meinunger und Werner Schüler. Beim Songcontest wurde der Song an 10. Stelle gesungen. Reiner Pietsch war Dirigent. Das Lied erreichte Platz 18 der deutschen Charts, Platz 22 in Österreich sowie Platz 16 in Belgien und Platz 19 in Schweden. Die Gruppe Wind nahm das Lied in englischer (For Everyone), französischer (Pour tout le monde) und in schwedischer Sprache (Så många människor, ‚So viele Menschen‘) auf. Letztere Version wurde von Monica Forsberg getextet. Die Gruppe nannte auch ihr Debütalbum Für alle.

## Chartplatzierungen
| ChartsChartplatzierungen | Höchstplatzierung | Wochen |
| ------------------------ | ----------------- | ------ |
| Deutschland (GfK)        | 18 (12 Wo.)       | 12     |
| Österreich (Ö3)          | 22 (2 Wo.)        | 2      |